# Soñando por cantar
Soñando por cantar fue un reality show argentino conducido por Mariano Iúdica, emitido por El Trece y producido por Ideas del Sur. Se emitió por primera vez el 24 de febrero de 2012 logrando altos niveles de audiencia, convirtiéndose en uno de los programas más vistos de la televisión argentina. Inicialmente era emitido los viernes a las 21:00, pero cuando los niveles de audiencia resultaron mejor que los pensados, la emisora decidió emitirlo de lunes a viernes modificando en diferentes ocasiones su circuito horario.
El programa es un certamen de canto con formato de competencia federal. Se desarrolla con la principal trama de recorrer todas las provincias de Argentina buscando cantantes de cada una de ellas, los cuales deberán representar a sus respectivas provincias hasta que uno se convierta en el ganador.

## Desarrollo
En febrero de 2012, Ideas del Sur anunció que trabajaba en un nuevo proyecto, que en aquel entonces se encontraba en preproducción. El anuncio se dio durante una capítulo del programa La cocina del show, conducido por Mariano Iúdica, quién adelantó que el programa daría a llamarse Soñando por cantar, tratándose de un talent show, y que las audiciones estaban próximas a iniciar. La intención de la productora era que se emitiera durante la temporada de verano y que contara con sólo cinco emisiones. El concepto del programa fue formulado basándose en la misma temática de Soñando por bailar, donde el ganador conseguía participar de Bailando por un sueño Argentina. Partiendo de esa premisa, se previó que el premio para el ganador sea clasificar como participante de Cantando por un sueño Argentina. Posteriormente se modificaron ciertos aspectos del formato, para que así respondiera más a las características de una competencia de canto.
Luego de que varios medios se hicieran eco de la noticia, el periodista de espectáculos Ángel de Brito anunció a través de su cuenta de Twitter que Iúdica sería el conductor, noticia que más tarde confirmaría la productora. Poco después, la emisora presentó a Valeria Lynch, Patricia Sosa, Oscar Mediavilla y Marcelo Polino como jurados del programa. Sin embargo, este último se desvincularía de la producción y sería remplazado por el cantautor Alejandro Lerner.
La primera entrega del programa se realizó el 24 de febrero de 2012, emitiéndose por primera vez desde la Ciudad de Córdoba y siendo presentado como un «certamen federal».

### Formato
El programa se desarrolla con la trama principal de recorrer todas las provincias de Argentina, buscando cantantes de cada una, que deberán representar a sus respectivas provincias hasta que uno se convierta en el ganador.
El programa cuenta con un panel de cuatro jurados —Valeria Lynch, Patricia Sosa, Oscar Mediavilla y Alejandro Lerner— que deciden que participantes continúan en competencia y quienes no.
Cada jurado tiene una palanca colocada delante de él, en el estrado donde se ubican. Durante la performance, el jurado debe evaluar y decidir si el participante cumple con las condiciones necesarias para clasificar a "las finales". En caso de no hacerlo, el jurado podrá bajar la palanca.
Cada palanca cumple una función diferente al ser bajada:
- Primera palanca, al ser bajada se quita la puesta coreográfica que acompaña al canto del participante.
- Segunda palanca, al ser bajada se quita la iluminación del escenario.
- Tercera palanca, al ser bajada se deja al participante sin pista musical.
- Cuarta palanca, al ser bajada se apaga el micrófono del participante.

Una vez que las cuatro palancas fueron bajadas, el participante queda eliminado de la competencia. Es al final de cada emisión cuando se les avisa a los participantes si calificaron o no a las finales.

### Giras
Soñando por cantar se emite desde diferentes puntos de la Argentina. Durante la etapa de selección en la primera temporada, el programa recorrió 16 provincias. La primera gala tuvo lugar en Córdoba y posteriormente se realizaron emisiones desde San Luis, Salta, Chaco, Misiones, Buenos Aires, Formosa, Corrientes, Tucumán, Santiago del Estero,
San Juan, Mendoza, Entre Rios, Santa Cruz, Tierra del Fuego y Chubut, respectivamente.

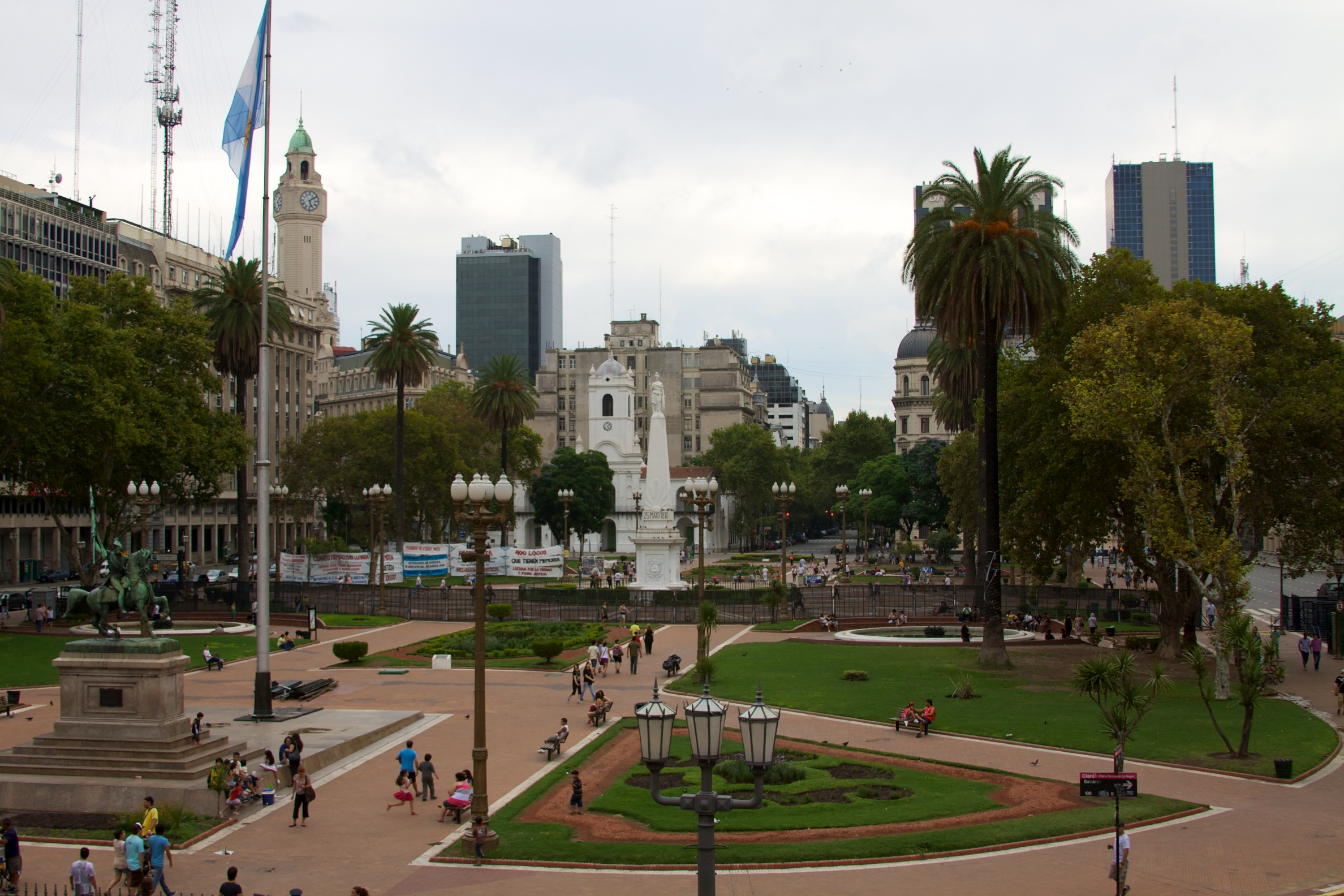
Una emisión del programa fue realizada desde la Plaza de Mayo.

El suceso del programa motivó a los productores a realizar grandes producciones de importantes requerimientos técnicos. Un claro ejemplo es la emisión especial realizada el 25 de mayo de 2012, desde la Plaza de Mayo con la escenografía frente al Cabildo de Buenos Aires, en marco del 202 aniversario de la Revolución de Mayo. La emisión se produjo íntegramente para conmemorar la ocasión, por lo que la entrada para presenciarlo resultó gratuita. Para la ocasión se utilizaron más de diez cámaras, cinco mil asientos y un equipo de sonido con instalaciones en puntos de gran alcance. El evento fue promovido en parte por el Gobierno de la Ciudad de Buenos Aires, a tal punto que Horacio Rodríguez Larreta se presentó en el programa Este es el show, para promocionarlo. La emisión fue presenciada por una cantidad de más de 30.000 personas y alcanzó 24.6 puntos de rating, que significó el promedio más alto del programa.
Debido a que los productores eran conscientes de la popularidad del programa en Uruguay, cuatro emisiones fueron realizadas en Montevideo y Paysandú. Esto convirtió a Soñando por cantar en el segundo programa de televisión argentino en emitir en vivo desde otro país, luego de Showmatch.
También se realizaron emisiones desde la Patagonia argentina, en Santa Cruz desde El Calafate, a 80 km del Glaciar Perito Moreno, en Chubut desde Puerto Madryn, y en Tierra del Fuego desde Río Grande.

## Emisión
Cuando el programa comenzó a emitirse, lo hacía solo los viernes en el prime time desde las 21:00. Sin embargo, la gran repercusión que logró hizo que El Trece decidiera emitirlo en tira diaria, conservando el horario. La última emisión unitaria se realizó el 16 de marzo de 2012, mientras las emisiones diarias iniciaron el 22 de marzo de 2012. El programa fue divido en dos partes, habiendo iniciado sus emisiones el 24 de febrero de 2012 hasta el 20 de agosto de ese mismo año, cuando se decidió realizar un impasse hasta 2013. El primer programa de la segunda parte se estrenó el 8 de febrero de 2013, recobrando el formato de emisiones unitarias, nuevamente los viernes a las 22:30. Sin embargo, a partir del segunda emisión el horario se adelantó hasta las 21:30. En el mes de abril de 2013 el programa pasa a emitirse los sábados a las 22:00, horario en el que se mantuvo hasta su final el 26 de octubre de 2013.
El programa es emitido también en emisoras de otros países, como Teledoce para Uruguay y Unicanal para Paraguay.

## Recepción

### Impacto cultural
| "No es solamente un concurso. Es casi todo. Soñando por cantar apela a casi todos los géneros televisivos y en lugar de superponerlos, logra amalgamarlos. En una sola noche puede ser un ciclo de reencuentros, una telenovela, un talk show, un ciclo solidario y siempre, antes y después, un musical con final feliz para todos. Donde lo importante, sí, es haber llegado hasta ahí." —– Adriana Bruno , Clarín |

El programa consiguió una gran repercusión durante 2012, convirtiéndose ese año en uno de los sucesos en la televisión de Argentina. Mariano Iúdica implemento el uso de varios latiguillos, tales como el «¡Dale!» —utilizado para presentar la interpretación de los participantes— y «El caballo alado de El Trece» —para referirse al programa—, que lograron adquirir gran popularidad entre el público, siendo utilizado constantemente por los seguidores del programa y convirtiéndose en una de las principales señas identificadoras del programa. Incluso, el primero se vio influenciado en el nombre de otro programa de Iúdica, Dale la tarde. Asimismo, los eslóganes impulsaron miles de caracterizaciones del conductor, por parte de imitadores alrededor de Argentina.
Durante las giras por Argentina logra convocar miles de personas. El arribo del programa en las diferentes provincias permitió a las ciudades exponerse como destino turístico y cultural, fomentando el interés en los espectadores a partir de imágenes que mostraban a las ciudades con sus atractivos, historia y cultura, que son apreciadas en la apertura de cada emisión.
Aun siendo un certamen de canto, el programa desarrolló un estilo de formato más ligado a lo emotivo. Ese aspecto dio inicio cuando se hizo hincapié en las diferentes historias de vida de los participantes; así supo instalar en el público la ideología de que «si se puede». A partir de ahí, varios programas de televisión fueron creados con la misma temática.
Soñando por cantar fue parodiado en la quinta temporada del programa de humor Sin codificar, donde se llamó "Todos cantan y yo también".

### Críticas
Las primeras críticas que recibió el programa fueron variadas. Fue criticado por un supuesto parecido a Talento argentino, transmitido en el canal competencia Telefe desde 2008 hasta 2011. Sobre esta controversia, Ricardo Marín de la La Nación comentó que «solamente se le parece, como una fotocopia algo borrosa y empastada». Por su parte, People en Español lo definió como la versión argentina de American Idol.
Leonardo Ferri de la revista Rolling Stone Argentina opinó sobre el que fuera el objetivo del programa y aseguró que «la premisa es diversificar, pero sólo un poco, porque la idea es no desorientar y que el televidente no pierda esa identificación con el programa; pero sí lo suficiente como para sentir que el producto es distinto, novedoso».

### Audiencia
En el primer programa logró un promedió de 14.4 puntos de rating. En las siguientes emisiones el promedió aumentó hasta alcanzar 17.2 puntos. Sin embargo, pese al crecimiento de las mediciones, no lograría obtener el primer puesto recién hasta el quinto programa, cuando logró 20.9 puntos. Hasta el último programa de la primera parte, promedió 18.3 puntos. El primer programa de 2013 promedió 12.1 puntos.

### Jurado titular
| Nombre           | Profesión                       | Nacionalidad |
| ---------------- | ------------------------------- | ------------ |
| Patricia Sosa    | Cantante / Compositora / Actriz | Argentina    |
| Alejandro Lerner | Cantautor                       | Argentina    |
| Oscar Mediavilla | Compositor / Empresario musical | Argentina    |
| Valeria Lynch    | Cantante / Compositora / Actriz | Argentina    |

### Reemplazos
| Nombre            | Reemplaza a      | Gala |
| ----------------- | ---------------- | --- |
| Reina Reech       | Valeria Lynch    | Gala 2: San Luis Gala 24: Santiago del Estero Gala 95: Tigre - Provincia de Buenos Aires                                              |
| Reina Reech       | Patricia Sosa    | Gala 3: Salta Gala 17, 22: Tigre - Buenos Aires Gala 23: Santiago del Estero                                                          |
| Reina Reech       | Oscar Mediavilla | Gala 21: Tigre - Buenos Aires |
| Marcelo Polino    | Valeria Lynch    | Gala 7, 8: Tigre - Buenos Aires |
| Marcelo Polino    | Alejandro Lerner | Gala 1: Córdoba Gala 2: San Luis Gala 3: Salta Gala 4: Chaco Gala 5, 6: Misiones Gala 9: Tigre - Buenos Aires Gala 10, 11: Formosa    |
| Marcelo Polino    | Patricia Sosa    | Gala 27: Tigre - Buenos Aires |
| Raúl Lavie        | Alejandro Lerner | Gala 29: San Juan Gala 78: San Isidro - Buenos Aires Gala 105: Posadas - Misiones Gala 108: Posadas - Misiones Gala 128: Buenos Aires |
| Raúl Lavie        | Patricia Sosa    | Gala 32: Tigre - Buenos Aires |
| Lucía Galán       | Patricia Sosa    | Gala 33: Maipú - Mendoza Gala 57: San Isidro - Buenos Aires Gala 58, 59: Río Grande - Tierra del Fuego                                |
| Lucía Galán       | Alejandro Lerner | Gala 34: Maipú - Mendoza |
| Lucía Galán       | Valeria Lynch    | Gala 76: San Isidro - Buenos Aires Gala 106: Rosario - Santa Fe Gala 107: Rosario - Santa Fe                                          |
| Joaquín Galán     | Alejandro Lerner | Gala 33, 34: Maipú - Mendoza Gala 54: El Calafate - Santa Cruz Gala 106: Rosario - Santa Fe Gala 107: Rosario - Santa Fe              |
| Joaquín Galán     | Oscar Mediavilla | Gala 57: San Isidro - Buenos Aires |
| Joaquín Galán     | Valeria Lynch    | Gala 58, 59: Río Grande - Tierra del Fuego                                                                                            |
| Paz Martínez      | Oscar Mediavilla | Gala 58, 59: Río Grande - Tierra del Fuego                                                                                            |
| Sandra Mihanovich | Valeria Lynch    | Gala 84: Tigre - Buenos Aires |

Notas
1. 1 2  En la gala 34 Alejandro Lerner no estuvo como jurado, entonces Lucía y Joaquín Galán lo suplantaron y los dos tenían la misma palanca. Esa noche había 5 jurados, pero con 4 palancas.

### Artistas invitados
| Nombre                        | Gala                                                   |
| ----------------------------- | ------------------------------------------------------ |
| Coki Ramírez                  | Gala 1: Córdoba                                        |
| Carlos Baute                  | Gala 7: Tigre - Buenos Aires                           |
| Raúl Lavié                    | Gala 9: Tigre - Buenos Aires                           |
| Luciano Pereyra               | Gala 12: Tigre - Buenos Aires                          |
| Antonio Tarragó Ros           | Gala 14: Corrientes                                    |
| Fabiana Cantilo               | Gala 15: Tigre - Buenos Aires                          |
| Jairo                         | Gala 17: Tigre - Buenos Aires                          |
| Estopa                        | Gala 20: Tigre - Buenos Aires                          |
| Abel Pintos                   | Gala 21: Tigre - Buenos Aires                          |
| Joaquín Galán y Lucía Galán   | Gala 22: Tigre - Buenos Aires                          |
| Chaqueño Palavecino           | Gala 25: Tigre - Buenos Aires                          |
| Marcela Morelo                | Gala 26: Tigre - Buenos Aires                          |
| JAF                           | Gala 27: Tigre - Buenos Aires                          |
| Franco de Vita                | Gala 30: Tigre - Buenos Aires                          |
| Paz Martínez                  | Gala 32: Tigre - Buenos Aires                          |
| César "Banana" Pueyrredón     | Gala 35: Tigre - Buenos Aires                          |
| Sergio Dalma                  | Gala 37: Tigre - Buenos Aires                          |
| Sergio Denis                  | Gala 40: Tigre - Buenos Aires                          |
| Coti                          | Gala 42: Tigre - Buenos Aires                          |
| Manuel Wirzt                  | Gala 45: Tigre - Buenos Aires                          |
| Adrián Otero                  | Gala 48: Tigre - Buenos Aires                          |
| Sandra Mihanovich             | Gala 50: San Isidro - Buenos Aires                     |
| Mario "Pájaro" Gómez          | Gala 52: San Isidro - Buenos Aires                     |
| Roque Narvaja                 | Gala 55: San Isidro - Buenos Aires                     |
| Guillermo Novellis "La Mosca" | Gala 57: San Isidro - Buenos Aires                     |
| La Mona Jiménez               | Gala 60: Córdoba                                       |
| Héctor Veira                  | Gala 65: Tigre - Buenos Aires                          |
| Jennifer Lopez                | Gala 66: Tigre - Buenos Aires                          |
| María Martha Serra Lima       | Gala 69: Tigre - Buenos Aires                          |
| Juanes                        | Gala 70: Tigre - Buenos Aires                          |
| Antonio Ríos                  | Gala 71: Tigre - Buenos Aires                          |
| TeenAngels                    | Gala 73: San Isidro - Buenos Aires                     |
| Peter Alfonso                 | Gala 79: San Isidro - Buenos Aires                     |
| Jean Carlos                   | Gala 80: San Isidro - Buenos Aires                     |
| CAE                           | Gala 82: Tigre - Buenos Aires                          |
| Juanes                        | Gala 93: San Isidro - Buenos Aires                     |
| Reik                          | Recordando a los finalistas: Tigre - Buenos Aires      |
| Luis Fonsi                    | Recordando a los finalistas: Tigre - Buenos Aires      |
| Beto Cuevas                   | Recordando a los finalistas: Tigre - Buenos Aires      |
| Los Nocheros                  | Recordando a los finalistas: San Isidro - Buenos Aires |
| Ricardo Montaner              | Gala 98: Tigre - Buenos Aires                          |

## Clasificados
| Pos.    | Participante            | Participante                | Nacionalidad         | Partido o Localidad           | Estado                  | Clasificó en                                     |
| ------- | ----------------------- | --------------------------- | -------------------- | ----------------------------- | ----------------------- | ------------------------------------------------ |
| 1º      |                         | Gustavo Remesar             | Bandera de Argentina | La Lonja                      | Ganador                 | Tigre - Buenos Aires                             |
| 2º      |                         | Nadia Bianchetti            | Bandera de Argentina | Ciudad de Córdoba             | 2º Puesto               | Córdoba                                          |
| 3º      |                         | Juan Cruz Rufino            | Bandera de Argentina | Rawson                        | 3º Puesto               | San Juan                                         |
| 4º      |                         | Ramiro Hittaller            | Bandera de Argentina | Olavarría                     | 4º Puesto               | San Isidro - Buenos Aires                        |
| 5º      |                         | Walter Sosa                 | Bandera de Argentina | Burzaco                       | 5º Puesto               | Tigre - Buenos Aires                             |
| 6º      |                         | Blas García                 | Bandera de Argentina | San Miguel de Tucumán         | 6º Puesto               | Tucumán                                          |
| 7       |                         | Claudia Pirán               | Bandera de Argentina | Ciudad de San Juan            | Semifinalista Eliminada | Tigre - Buenos Aires                             |
| 8       |                         | Romina Pugliese             | Bandera de Argentina | San Cristóbal                 | Semifinalista Eliminada | San Isidro - Buenos Aires                        |
| 9       |                         | Fabio Santana               | Bandera de Argentina | Capital Federal               | Semifinalista Eliminado | Tigre - Buenos Aires                             |
| 10      |                         | Julian Burgos               | Bandera de Argentina | Capital Federal               | Semifinalista Eliminado | San Isidro - Buenos Aires                        |
| 11      |                         | Florencia Ramírez           | Bandera de Argentina | Longchamps                    | Semifinalista Eliminada | Tigre - Buenos Aires y San Isidro - Buenos Aires |
| 12      |                         | Jéssica Benavidez           | Bandera de Argentina | Ciudad de Córdoba             | Semifinalista Eliminada | Tucumán                                          |
| 13      |                         | Clotilde Baudonnet          | Bandera de Argentina | Ciudad de San Juan            | Semifinalista Eliminada | San Juan                                         |
| 14      |                         | Yanina Galeassi             | Bandera de Argentina | Ciudad de Córdoba             | Semifinalista Eliminada | Córdoba                                          |
| 15-26   |                         | Diego Fortes                | Bandera de Argentina | Chascomús                     | Eliminado               | Tigre - Buenos Aires                             |
| 15-26   |                         | Eduardo Romero              | Bandera de Argentina | Caseros                       | Eliminado               | Tigre - Buenos Aires                             |
| 15-26   |                         | Erica Alonso                | Bandera de Argentina | Rivadavia                     | Eliminada               | San Juan                                         |
| 15-26   |                         | Federico Gómez              | Bandera de Argentina | Lomas de Zamora               | Eliminado               | Tigre - Buenos Aires                             |
| 15-26   |                         | Florencia Carmona           | Bandera de Argentina | Santa Lucía                   | Eliminada               | San Juan                                         |
| 15-26   |                         | Graciela Muñoz              | Bandera de Argentina | Haedo                         | Eliminada               | Tigre - Buenos Aires                             |
| 15-26   |                         | Gonzalo Fernández           | Bandera de Argentina | Comodoro Rivadavia            | Eliminado               | Puerto Madryn - Chubut                           |
| 15-26   |                         | Hernán Salinas              | Bandera de Argentina | Posadas                       | Eliminado               | Misiones                                         |
| 15-26   |                         | Lucas Oviedo                | Bandera de Argentina | San Carlos                    | Eliminado               | Tigre - Buenos Aires                             |
| 15-26   |                         | Majo Álvarez                | Bandera de Uruguay   | Montevideo                    | Eliminada               | Tigre - Buenos Aires                             |
| 15-26   |                         | Pablo Albornoz              | Bandera de Argentina | San Miguel de Tucumán         | Eliminado               | Plaza de Mayo - Buenos Aires                     |
| 15-26   |                         | Sergio Córdoba              | Bandera de Argentina | Ciudad de Córdoba             | Eliminado               | Tigre - Buenos Aires y San Isidro - Buenos Aires |
| 27-38   |                         | Adrián Ramírez              | Bandera de Argentina | Posadas                       | Eliminado               | Plaza de Mayo - Buenos Aires                     |
| 27-38   |                         | Agustín Fantili             | Bandera de Argentina | Capital Federal               | Eliminados              | San Isidro - Buenos Aires                        |
| 27-38   | Sergio Prada            |                             | Bandera de Argentina | Capital Federal               | Eliminados              | San Isidro - Buenos Aires                        |
| 27-38   |                         | Alberto Cao                 | Bandera de Argentina | Manuel Alberti                | Eliminado               | Tigre - Buenos Aires                             |
| 27-38   |                         | Débora Vargas               | Bandera de Argentina | Chascomús                     | Eliminada               | Tigre - Buenos Aires                             |
| 27-38   |                         | Haydee Mariel Palleiro      | Bandera de Argentina | Ituzaingó                     | Eliminada               | San Isidro - Buenos Aires                        |
| 27-38   |                         | Leonardo Rios               | Bandera de Argentina | Banfield                      | Eliminado               | San Isidro - Buenos Aires                        |
| 27-38   |                         | Liliana Domínguez           | Bandera de Argentina | Chascomús                     | Eliminada               | Tigre - Buenos Aires                             |
| 27-38   |                         | Lucas Paré                  | Bandera de Argentina | Congreso                      | Eliminado               | Tigre - Buenos Aires                             |
| 27-38   |                         | Nieves Cabreal              | Bandera de Argentina | Chascomús                     | Eliminada               | Tigre - Buenos Aires                             |
| 27-38   |                         | Rodrigo Herrera             | Bandera de Argentina | Las Heras                     | Eliminado               | Mendoza                                          |
| 27-38   |                         | Walter Castro               | Bandera de Argentina | Pico Truncado                 | Eliminado               | El Calafate - Santa Cruz                         |
| 39-55   |                         | Alejandro Bermúdez          | Bandera de Argentina | Ciudad de Mendoza             | Eliminado               | San Isidro - Buenos Aires                        |
| 39-55   |                         | Alejandro Maldonado         | Bandera de Argentina | Burzaco                       | Eliminado               | Tigre - Buenos Aires                             |
| 39-55   |                         | Elías Acuña                 | Bandera de Argentina | Puerto Rico                   | Eliminado               | Misiones                                         |
| 39-55   |                         | Giselle Aldeco              | Bandera de Argentina | Rawson                        | Eliminada               | San Juan                                         |
| 39-55   |                         | Gonzalo Garay               | Bandera de Argentina | Las Heras                     | Eliminado               | El Calafate - Santa Cruz                         |
| 39-55   |                         | Itatí Barrionuevo           | Bandera de Argentina | Rosario                       | Eliminada               | San Isidro - Buenos Aires                        |
| 39-55   |                         | Jésica Hahumada             | Bandera de Argentina | San Antonio de Padua          | Eliminada               | San Isidro - Buenos Aires                        |
| 39-55   |                         | Jony López                  | Bandera de Bolivia   | Sucre                         | Eliminado               | El Calafate - Santa Cruz                         |
| 39-55   |                         | Julia Ferrón                | Bandera de Argentina | Arrecifes                     | Eliminada               | Tigre - Buenos Aires                             |
| 39-55   |                         | Monica "La Payana"          | Bandera de Argentina | San Miguel                    | Eliminados              | San Isidro - Buenos Aires                        |
| 39-55   | Silvina "La Payana"     |                             | Bandera de Argentina | San Miguel                    | Eliminados              | San Isidro - Buenos Aires                        |
| 39-55   | Dante "La Payana"       |                             | Bandera de Argentina | San Miguel                    | Eliminados              | San Isidro - Buenos Aires                        |
| 39-55   | Maximiliano "La Payana" |                             | Bandera de Argentina | San Miguel                    | Eliminados              | San Isidro - Buenos Aires                        |
| 39-55   | Rodrigo "La Payana"     |                             | Bandera de Argentina | San Miguel                    | Eliminados              | San Isidro - Buenos Aires                        |
| 39-55   |                         | Matías Barrionuevo          | Bandera de Argentina | Las Lajitas                   | Eliminado               | Salta                                            |
| 39-55   |                         | Ramiro Arismendi            | Bandera de Argentina | Barker                        | Eliminado               | Tigre - Buenos Aires                             |
| 39-55   |                         | Walter Oropel               | Bandera de Argentina | Ushuaia                       | Eliminado               | Río Grande - Tierra del Fuego                    |
| 56-68   |                         | Daniel Romano               | Bandera de Argentina | Don Torcuato                  | Eliminado               | Tigre - Buenos Aires y San Isidro - Buenos Aires |
| 56-68   |                         | Daniela Vallejos            | Bandera de Argentina | Caleta Olivia                 | Eliminada               | El Calafate - Santa Cruz                         |
| 56-68   |                         | Darío Gómez                 | Bandera de Uruguay   | Paysandú                      | Eliminado               | Paysandú / Entre Ríos                            |
| 56-68   |                         | Fabisol Soledad Garcete     | Bandera de Paraguay  | Asunción                      | Eliminada               | Corrientes                                       |
| 56-68   |                         | Leonel Moyano               | Bandera de Argentina | Berazategui                   | Eliminados              | San Isidro - Buenos Aires                        |
| 56-68   | Gabriel Moyano          |                             | Bandera de Argentina | Berazategui                   | Eliminados              | San Isidro - Buenos Aires                        |
| 56-68   | Rubén Moyano            |                             | Bandera de Argentina | Berazategui                   | Eliminados              | San Isidro - Buenos Aires                        |
| 56-68   | Patricio Moyano         |                             | Bandera de Argentina | Berazategui                   | Eliminados              | San Isidro - Buenos Aires                        |
| 56-68   |                         | Mariano Maldonado           | Bandera de Argentina | Mariano Acosta                | Eliminado               | Tigre - Buenos Aires                             |
| 56-68   |                         | Maureen Céspedes            | Bandera de Chile     | Santiago                      | Eliminada               | Tigre - Buenos Aires                             |
| 56-68   |                         | Melisa Quiroga              | Bandera de Argentina | Ciudad de San Juan            | Eliminada               | San Juan                                         |
| 56-68   |                         | Nahuel Obregón              | Bandera de Argentina | Venado Tuerto                 | Eliminado               | San Isidro - Buenos Aires                        |
| 56-68   |                         | Walter Tellio               | Bandera de Argentina | Carlos Casares                | Eliminado               | Tigre - Buenos Aires                             |
| 69-83   |                         | Caterina Finocchi           | Bandera de Argentina | Caballito                     | Eliminada               | Tigre - Buenos Aires                             |
| 69-83   |                         | Darío Heartnett             | Bandera de Argentina | Victoria                      | Eliminado               | San Isidro - Buenos Aires                        |
| 69-83   |                         | Emmanuel Cerrudo            | Bandera de Argentina | Isidro Casanova               | Eliminado               | Tigre - Buenos Aires                             |
| 69-83   |                         | Florencia Sosa              | Bandera de Uruguay   | Paysandú                      | Eliminada               | Paysandú / Entre Ríos                            |
| 69-83   |                         | Gabriela Maldonado          | Bandera de Argentina | Ciudad de La Rioja            | Eliminada               | Plaza de Mayo - Buenos Aires                     |
| 69-83   |                         | Max Roony                   | Bandera de Chile     | Puente Alto                   | Eliminado               | El Calafate - Santa Cruz                         |
| 69-83   |                         | Sabrina Navarrete           | Bandera de Argentina | Morón                         | Eliminada               | Tigre - Buenos Aires                             |
| 69-83   |                         | Sergio Charriol             | Bandera de Argentina | Mendiolaza                    | Eliminados              | Córdoba                                          |
| 69-83   | Celina Charriol         |                             | Bandera de Argentina | Mendiolaza                    | Eliminados              | Córdoba                                          |
| 69-83   | Valentina Charriol      |                             | Bandera de Argentina | Mendiolaza                    | Eliminados              | Córdoba                                          |
| 69-83   | Gimena Charriol         |                             | Bandera de Argentina | Mendiolaza                    | Eliminados              | Córdoba                                          |
| 69-83   | Malena Charriol         |                             | Bandera de Argentina | Mendiolaza                    | Eliminados              | Córdoba                                          |
| 69-83   | Martina Charriol        |                             | Bandera de Argentina | Mendiolaza                    | Eliminados              | Córdoba                                          |
| 69-83   | Ramiro Charriol         |                             | Bandera de Argentina | Mendiolaza                    | Eliminados              | Córdoba                                          |
| 69-83   |                         | Verónica Forcadell          | Bandera de Paraguay  | Asunción                      | Eliminada               | Formosa                                          |
| 84-105  |                         | Alejandra Herrera           | Bandera de Argentina | Guaymallén                    | Eliminada               | Mendoza                                          |
| 84-105  |                         | Alejandro González          | Bandera de Uruguay   | Montevideo                    | Eliminado               | Paysandú / Entre Ríos                            |
| 84-105  |                         | Clara Costa                 | Bandera de Argentina | La Banda                      | Eliminada               | Santiago del Estero                              |
| 84-105  |                         | Elizabeth Levinanco         | Bandera de Argentina | Ushuaia                       | Eliminada               | Río Grande - Tierra del Fuego                    |
| 84-105  |                         | Fernando Reyes              | Bandera de Argentina | San Salvador de Jujuy         | Eliminado               | Plaza de Mayo - Buenos Aires                     |
| 84-105  |                         | Gabriel Pérez               | Bandera de Argentina | Luján de Cuyo                 | Eliminados              | Mendoza                                          |
| 84-105  | Pablo Pérez             |                             | Bandera de Argentina | Luján de Cuyo                 | Eliminados              | Mendoza                                          |
| 84-105  |                         | Gastón Cordero              | Bandera de Argentina | Ciudad de Salta               | Eliminado               | Salta                                            |
| 84-105  |                         | Gladys Aristimuño           | Bandera de Argentina | Viedma                        | Eliminada               | Plaza de Mayo - Buenos Aires                     |
| 84-105  |                         | Guadalupe Cardozo           | Bandera de Argentina | Ciudad de Santiago del Estero | Eliminada               | Santiago del Estero                              |
| 84-105  |                         | Juan Cisternas              | Bandera de Argentina | Claypole                      | Eliminado               | San Isidro - Buenos Aires                        |
| 84-105  |                         | Judith Gómez                | Bandera de Argentina | Rosario de Lerma              | Eliminada               | Salta                                            |
| 84-105  |                         | María Laura Piedrabuena     | Bandera de Argentina | Loma Hermosa                  | Eliminada               | Tigre - Buenos Aires                             |
| 84-105  |                         | María Lozano                | Bandera de España    | Málaga                        | Eliminada               | Tigre - Buenos Aires                             |
| 84-105  |                         | Matías Zambroni             | Bandera de Argentina | Ciudad de Mendoza             | Eliminado               | Plaza de Mayo - Buenos Aires                     |
| 84-105  |                         | Melanie Ratushny            | Bandera de Argentina | Caballito                     | Eliminada               | Tigre - Buenos Aires                             |
| 84-105  |                         | Nicolás Ruíz                | Bandera de Argentina | Aguaray                       | Eliminados              | Tigre - Buenos Aires                             |
| 84-105  | Nahuel Ruíz             |                             | Bandera de Argentina | Aguaray                       | Eliminados              | Tigre - Buenos Aires                             |
| 84-105  |                         | Oscar Ascencio              | Bandera de Argentina | Tafí del Valle                | Eliminado               | Tucumán                                          |
| 84-105  |                         | Pablo Sosa                  | Bandera de Argentina | Ciudad de Mendoza             | Eliminado               | Mendoza                                          |
| 84-105  |                         | Soledad Sampayo             | Bandera de Argentina | Ciudad de San Luis            | Eliminada               | San Luis                                         |
| 84-105  |                         | Virginia Fernández          | Bandera de Argentina | Ciudad de Santiago del Estero | Eliminada               | Santiago del Estero                              |
| 106-123 |                         | Alejandro Junior            | Bandera de Argentina | Colonias Unidas               | Eliminado               | Chaco                                            |
| 106-123 |                         | Ariel Vallejos              | Bandera de Argentina | Río Cuarto                    | Eliminado               | Córdoba                                          |
| 106-123 |                         | Gisele Mckeon               | Bandera de Argentina | Pergamino                     | Eliminada               | San Isidro - Buenos Aires                        |
| 106-123 |                         | Karu Ortellado              | Bandera de Argentina | Lincoln                       | Eliminada               | Tigre - Buenos Aires                             |
| 106-123 |                         | Jorge Banegas               | Bandera de Argentina | La Falda                      | Eliminado               | San Isidro - Buenos Aires                        |
| 106-123 |                         | Leandro Robín               | Bandera de Argentina | Yerba Buena                   | Eliminado               | Tucumán                                          |
| 106-123 |                         | Luciano Pelayes             | Bandera de Argentina | Pergamino                     | Eliminado               | San Isidro - Buenos Aires                        |
| 106-123 |                         | Maite Aixa Urbiztondo       | Bandera de Argentina | La Plata                      | Eliminada               | Tigre - Buenos Aires                             |
| 106-123 |                         | Marta del Valle             | Bandera de Argentina | Deán Funes                    | Eliminada               | Córdoba                                          |
| 106-123 |                         | Pablo García                | Bandera de Argentina | Luján de Cuyo                 | Eliminado               | Mendoza                                          |
| 106-123 |                         | Pablo Santillán             | Bandera de Argentina | Capital Federal               | Eliminado               | Tigre - Buenos Aires                             |
| 106-123 |                         | Rodrigo Funes               | Bandera de Argentina | Villa Dolores                 | Eliminado               | Córdoba                                          |
| 106-123 |                         | Sebastián Capdevilla        | Bandera de Argentina | Ciudad de Córdoba             | Eliminado               | Tigre - Buenos Aires y San Isidro - Buenos Aires |
| 106-123 |                         | Oribe "Los Sureños"         | Bandera de Uruguay   | Montevideo                    | Eliminados              | Montevideo                                       |
| 106-123 | Ricardo "Los Sureños"   |                             | Bandera de Uruguay   | Montevideo                    | Eliminados              | Montevideo                                       |
| 106-123 | Richard "Los Sureños"   |                             | Bandera de Uruguay   | Montevideo                    | Eliminados              | Montevideo                                       |
| 106-123 | Carlos "Los Sureños"    |                             | Bandera de Uruguay   | Montevideo                    | Eliminados              | Montevideo                                       |
| 124-135 |                         | Analía Elena                | Bandera de Argentina | San Martín                    | Eliminada               | Mendoza                                          |
| 124-135 |                         | Andrea Leguizamón           | Bandera de Argentina | Guaymallén                    | Eliminada               | Mendoza                                          |
| 124-135 |                         | Andres Abelli               | Bandera de Argentina | Río Gallegos                  | Eliminado               | El Calafate - Santa Cruz                         |
| 124-135 |                         | Bruno Magnone               | Bandera de Argentina | Ciudad de Santiago del Estero | Eliminado               | Santiago del Estero                              |
| 124-135 |                         | Carolina Favier             | Bandera de Uruguay   | Montevideo                    | Eliminada               | Montevideo                                       |
| 124-135 |                         | Franco Ramírez              | Bandera de Argentina | Piedrabuena                   | Eliminado               | El Calafate - Santa Cruz                         |
| 124-135 |                         | Guillermo Díaz              | Bandera de Argentina | Ensenada                      | Eliminado               | Tigre - Buenos Aires                             |
| 124-135 |                         | Gustavo Delturco            | Bandera de Argentina | Ciudad de Formosa             | Eliminado               | Formosa                                          |
| 124-135 |                         | Isabel Alizegui             | Bandera de Argentina | Ciudad de San Luis            | Eliminada               | San Luis                                         |
| 124-135 |                         | Joel Techera                | Bandera de Uruguay   | Montevideo                    | Eliminado               | Montevideo                                       |
| 124-135 |                         | Luis Muniz                  | Bandera de Uruguay   | Montevideo                    | Eliminado               | Montevideo                                       |
| 124-135 |                         | Valeria Albarracín          | Bandera de Argentina | San Miguel de Tucumán         | Eliminada               | Tucumán                                          |
| 136-149 |                         | Alejandro Mansilla          | Bandera de Argentina | Río Grande                    | Eliminado               | Río Grande - Tierra del Fuego                    |
| 136-149 |                         | Antonella Basile            | Bandera de Argentina | Oliva                         | Eliminada               | Tigre - Buenos Aires y San Isidro - Buenos Aires |
| 136-149 |                         | Emilio Aguilera             | Bandera de Argentina | Ciudad de Corrientes          | Eliminado               | Corrientes                                       |
| 136-149 |                         | Fernando Bergano            | Bandera de Argentina | Resistencia                   | Eliminado               | Plaza de Mayo - Buenos Aires                     |
| 136-149 |                         | Gustavo Gómez               | Bandera de Argentina | Puerto General San Martín     | Eliminado               | San Isidro - Buenos Aires                        |
| 136-149 |                         | José Flores                 | Bandera de Argentina | Ciudad de Corrientes          | Eliminado               | Chaco                                            |
| 136-149 |                         | Leandro Colman              | Bandera de Argentina | Ciudad de Formosa             | Eliminado               | Formosa                                          |
| 136-149 |                         | Leonardo Zarur              | Bandera de Argentina | Chavarría                     | Eliminado               | Corrientes                                       |
| 136-149 |                         | Luis Mancini                | Bandera de Argentina | Bermejo                       | Eliminado               | Chaco                                            |
| 136-149 |                         | Omar López                  | Bandera de Argentina | Ciudad de Formosa             | Eliminado               | Formosa                                          |
| 136-149 |                         | Sebastián González          | Bandera de Argentina | Ciudad de Córdoba             | Eliminado               | Córdoba                                          |
| 136-149 |                         | Sergio Romero               | Bandera de Argentina | Paso de los Libres            | Eliminado               | Corrientes                                       |
| 136-149 |                         | Tito Ávalos                 | Bandera de Argentina | Villa Escolar                 | Eliminado               | Formosa                                          |
| 136-149 |                         | Yanina Scalzadonna          | Bandera de Argentina | Wilde                         | Eliminada               | San Isidro - Buenos Aires                        |
| 150-164 |                         | Alejandro Vergara           | Bandera de Argentina | Mar del Plata                 | Eliminados              | Tigre - Buenos Aires                             |
| 150-164 | Pablo Álvarez           |                             | Bandera de Argentina | Mar del Plata                 | Eliminados              | Tigre - Buenos Aires                             |
| 150-164 |                         | Damián Lescano              | Bandera de Uruguay   | Montevideo                    | Eliminado               | Montevideo                                       |
| 150-164 |                         | José Luis Rodríguez         | Bandera de Argentina | Necochea                      | Eliminado               | Tigre - Buenos Aires                             |
| 150-164 |                         | Juan Baez                   | Bandera de Argentina | Mar del Plata                 | Eliminado               | Tigre - Buenos Aires                             |
| 150-164 |                         | Julián Burgos               | Bandera de Argentina | Ciudad de San Juan            | Eliminado               | San Juan                                         |
| 150-164 |                         | Marcos Cena                 | Bandera de Uruguay   | Montevideo                    | Eliminado               | Montevideo                                       |
| 150-164 |                         | María Elena Melo            | Bandera de Uruguay   | Montevideo                    | Eliminada               | Montevideo                                       |
| 150-164 |                         | Martín Mercado              | Bandera de Argentina | Maipú                         | Eliminado               | Mendoza                                          |
| 150-164 |                         | Ninoska León Marcano        | Bandera de Venezuela | Caracas                       | Eliminadas              | Tigre - Buenos Aires                             |
| 150-164 | Arlyna León Marcano     |                             | Bandera de Venezuela | Caracas                       | Eliminadas              | Tigre - Buenos Aires                             |
| 150-164 |                         | Roberto Araya               | Bandera de Argentina | Capital Federal               | Eliminado               | Tigre - Buenos Aires                             |
| 150-164 |                         | Roberto Cáceres             | Bandera de Argentina | La Banda                      | Eliminado               | Santiago del Estero                              |
| 150-164 |                         | Rosa Ester Maidana          | Bandera de Argentina | Santa Clara del Mar           | Eliminada               | Tigre - Buenos Aires                             |
| 150-164 |                         | Silvana Coyant              | Bandera de Uruguay   | Montevideo                    | Eliminada               | Montevideo                                       |
| 165-176 |                         | Andrés Dular                | Bandera de Argentina | Olivos                        | Eliminado               | San Isidro - Buenos Aires                        |
| 165-176 |                         | Ángeles Cáceres             | Bandera de Argentina | San Isidro                    | Eliminada               | San Isidro - Buenos Aires                        |
| 165-176 |                         | Brian Vallejos              | Bandera de Argentina | Trelew                        | Eliminado               | Tigre - Buenos Aires y San Isidro - Buenos Aires |
| 165-176 |                         | Claudia Giudice             | Bandera de Argentina | Ituzaingó                     | Eliminada               | Tigre - Buenos Aires                             |
| 165-176 |                         | Fernando Martínez           | Bandera de Argentina | General Rodríguez             | Eliminado               | Tigre - Buenos Aires                             |
| 165-176 |                         | Franco Peletti              | Bandera de Argentina | San José de Feliciano         | Eliminado               | Paysandú / Entre Ríos                            |
| 165-176 |                         | Gabriel Ibañez              | Bandera de Argentina | Ciudad Evita                  | Eliminado               | Luna Park - Buenos Aires                         |
| 165-176 |                         | Jorge Bach                  | Bandera de Argentina | Ezeiza                        | Eliminado               | Tigre - Buenos Aires                             |
| 165-176 |                         | Lizeth Chumacero            | Bandera de Bolivia   | Sucre                         | Eliminada               | Tigre - Buenos Aires                             |
| 165-176 |                         | Mariana Ojeda Julián        | Bandera de Argentina | General Juan Madariaga        | Eliminada               | Tigre - Buenos Aires                             |
| 165-176 |                         | Martín Piña                 | Bandera de Uruguay   | Cerro Largo                   | Eliminado               | Montevideo                                       |
| 165-176 |                         | Rudy Orellana               | Bandera de Bolivia   | Santa Cruz de la Sierra       | Eliminado               | Tigre - Buenos Aires y San Isidro - Buenos Aires |
| 177-191 |                         | Agustín Almeyda             | Bandera de Argentina | Norberto de la Riestra        | Eliminado               | Tigre - Buenos Aires                             |
| 177-191 |                         | Alexis Moskalev             | Bandera de Rusia     | Moscú                         | Eliminado               | San Isidro - Buenos Aires                        |
| 177-191 |                         | Alfonsina López             | Bandera de Argentina | Villa Cura Brochero           | Eliminada               | Tigre - Buenos Aires y San Isidro - Buenos Aires |
| 177-191 |                         | Bettiana Herman             | Bandera de Argentina | Río Gallegos                  | Eliminada               | El Calafate - Santa Cruz                         |
| 177-191 |                         | Camila Mainetto             | Bandera de Uruguay   | Montevideo                    | Eliminada               | Montevideo                                       |
| 177-191 |                         | Celeste Masara              | Bandera de Argentina | Ciudad de Córdoba             | Eliminada               | Córdoba                                          |
| 177-191 |                         | Fernando Pereyra            | Bandera de Argentina | Santa Rosa                    | Eliminado               | Tigre - Buenos Aires                             |
| 177-191 |                         | Freddy González             | Bandera de Argentina | La Plata                      | Eliminado               | Luna Park - Buenos Aires                         |
| 177-191 |                         | Guillermo Nayach            | Bandera de Argentina | Villa Pueyrredón              | Eliminados              | Tigre - Buenos Aires                             |
| 177-191 |                         | David Nuñez                 | Bandera de Argentina | Bahía Blanca                  | Eliminados              | Tigre - Buenos Aires                             |
| 177-191 |                         | Liliana Domínguez           | Bandera de Argentina | La Paternal                   | Eliminada               | Tigre - Buenos Aires                             |
| 177-191 |                         | Mia Salas                   | Bandera de Argentina | Ciudad de Córdoba             | Eliminada               | Córdoba                                          |
| 177-191 |                         | Roberto Díaz                | Bandera de Uruguay   | Montevideo                    | Eliminado               | Tigre - Buenos Aires                             |
| 177-191 |                         | Sebastián Parra             | Bandera de Argentina | José de San Martín            | Eliminado               | Puerto Madryn - Chubut                           |
| 177-191 |                         | Vivian Simoni               | Bandera de Argentina | General Daniel Cerri          | Eliminada               | San Isidro - Buenos Aires                        |
| 192-205 |                         | Alejandra Díaz              | Bandera de Uruguay   | Montevideo                    | Eliminada               | Montevideo                                       |
| 192-205 |                         | Carlos González             | Bandera de Argentina | Buenos Aires                  | Eliminado               | Tigre - Buenos Aires y San Isidro - Buenos Aires |
| 192-205 |                         | Claudio González            | Bandera de Argentina | Olavarría                     | Eliminado               | San Isidro - Buenos Aires                        |
| 192-205 |                         | Colette Love                | Bandera de Argentina | Olavarría                     | Eliminada               | San Isidro - Buenos Aires                        |
| 192-205 |                         | Daniel Amaya                | Bandera de Argentina | Ciudad de Córdoba             | Eliminado               | Córdoba                                          |
| 192-205 |                         | Estefanía Pasheff           | Bandera de Uruguay   | Soriano                       | Eliminada               | Montevideo                                       |
| 192-205 |                         | Ezequiel Buis               | Bandera de Argentina | Lobos                         | Eliminado               | Tigre - Buenos Aires y San Isidro - Buenos Aires |
| 192-205 |                         | Ignacio Mastroiacovo        | Bandera de Argentina | Santa Rosa                    | Eliminado               | Luna Park - Buenos Aires                         |
| 192-205 |                         | Gonzalo Castillo            | Bandera de Argentina | Dolores                       | Eliminado               | San Isidro - Buenos Aires                        |
| 192-205 |                         | Juan Carlos Islas           | Bandera de Argentina | General La Madrid             | Eliminado               | Tigre - Buenos Aires                             |
| 192-205 |                         | Juan Manuel Biott           | Bandera de Argentina | Río Gallegos                  | Eliminado               | Plaza de Mayo - Buenos Aires                     |
| 192-205 |                         | Pablo Cocina                | Bandera de Uruguay   | Montevideo                    | Eliminado               | Montevideo                                       |
| 192-205 |                         | Rocío Sánchez               | Bandera de Argentina | Pigüé                         | Eliminada               | Tigre - Buenos Aires                             |
| 192-205 |                         | Sofía Queti                 | Bandera de Argentina | Bahía Blanca                  | Eliminada               | Tigre - Buenos Aires                             |
| 206-219 |                         | Agustín Vitta               | Bandera de Argentina | Mercedes                      | Eliminado               | San Isidro - Buenos Aires                        |
| 206-219 |                         | Ana Carla Ramírez           | Bandera de Argentina | Villa Urquiza                 | Eliminada               | Tigre - Buenos Aires y San Isidro - Buenos Aires |
| 206-219 |                         | Antonella Diez              | Bandera de Argentina | Los Polvorines                | Eliminada               | San Isidro - Buenos Aires                        |
| 206-219 |                         | Argelio Rojas               | Bandera de Cuba      | La Habana                     | Eliminado               | Tigre - Buenos Aires y San Isidro - Buenos Aires |
| 206-219 |                         | Camila Barbutti             | Bandera de Argentina | Dudignac                      | Eliminada               | Tigre - Buenos Aires y San Isidro - Buenos Aires |
| 206-219 |                         | Diego Araujo                | Bandera de Argentina | La Tablada                    | Eliminado               | San Isidro - Buenos Aires                        |
| 206-219 |                         | Eleonor Cammareri           | Bandera de Argentina | Tres Arroyos                  | Eliminada               | San Isidro - Buenos Aires                        |
| 206-219 |                         | Héctor Amigorena            | Bandera de Argentina | Burzaco                       | Eliminado               | Tigre - Buenos Aires                             |
| 206-219 |                         | Héctor Amante               | Bandera de Argentina | Mataderos                     | Eliminado               | Tigre - Buenos Aires y San Isidro - Buenos Aires |
| 206-219 |                         | Hernán Larroasaña           | Bandera de Argentina | Adrogué                       | Eliminado               | Tigre - Buenos Aires                             |
| 206-219 |                         | Laura Vargas                | Bandera de Uruguay   | Montevideo                    | Eliminada               | Montevideo                                       |
| 206-219 |                         | Mariano Negretti            | Bandera de Argentina | Urdampilleta                  | Eliminado               | Tigre - Buenos Aires y San Isidro - Buenos Aires |
| 206-219 |                         | Miriam de Luca              | Bandera de Argentina | Saladillo                     | Eliminada               | Tigre - Buenos Aires                             |
| 206-219 |                         | Reynaldo Yanos              | Bandera de Argentina | Ciudad de San Luis            | Eliminado               | Tigre - Buenos Aires                             |
| 220-233 |                         | Ariel Leone                 | Bandera de Argentina | Pinamar                       | Eliminado               | San Isidro - Buenos Aires                        |
| 220-233 |                         | Lizeth Chumazero Baptista   | Bandera de Bolivia   | Potosí                        | Eliminada               | Tigre - Buenos Aires                             |
| 220-233 |                         | Carlos Benitez              | Bandera de Argentina | Palermo                       | Eliminado               | Tigre - Buenos Aires                             |
| 220-233 |                         | Daniel Vera                 | Bandera de Cuba      | La Habana                     | Eliminado               | Tigre - Buenos Aires                             |
| 220-233 |                         | Daniela Guadalupe Martínez  | Bandera de Argentina | Wilde                         | Eliminada               | Tigre - Buenos Aires                             |
| 220-233 |                         | Francisco Eizaguirre        | Bandera de Argentina | Balcarce                      | Eliminada               | Tigre - Buenos Aires                             |
| 220-233 |                         | Gisela Alonso               | Bandera de Argentina | Nueve de Julio                | Eliminada               | San Isidro - Buenos Aires                        |
| 220-233 |                         | Julio De Pamphilis          | Bandera de Argentina | Tigre                         | Eliminado               | San Isidro - Buenos Aires                        |
| 220-233 |                         | Loly Sánchez                | Bandera de Argentina | Buenos Aires                  | Eliminada               | Tigre - Buenos Aires                             |
| 220-233 |                         | Lucas Cruz                  | Bandera de Argentina | San Isidro                    | Eliminado               | San Isidro - Buenos Aires                        |
| 220-233 |                         | Oscar Baccas                | Bandera de Argentina | Villa Luzuriaga               | Eliminado               | Tigre - Buenos Aires                             |
| 220-233 |                         | Rodrigo López               | Bandera de Uruguay   | Montevideo                    | Eliminado               | Tigre - Buenos Aires                             |
| 220-233 |                         | Sol Datzira                 | Bandera de Argentina | Virrey del Pino               | Eliminada               | Luna Park - Buenos Aires                         |
| 220-233 |                         | Vanesa Britos               | Bandera de Uruguay   | Montevideo                    | Eliminada               | Tigre - Buenos Aires                             |
| 234-247 |                         | Abigail Sosa                | Bandera de Argentina | Paraná                        | Eliminada               | Paysandú / Entre Ríos                            |
| 234-247 |                         | Claudia Varzi               | Bandera de Argentina | Mataderos                     | Eliminada               | Tigre - Buenos Aires                             |
| 234-247 |                         | Diver Martínez              | Bandera de Uruguay   | Montevideo                    | Eliminado               | Montevideo                                       |
| 234-247 |                         | Evangelina Rebozio          | Bandera de Argentina | Villaguay                     | Eliminada               | Paysandú / Entre Ríos                            |
| 234-247 |                         | Facundo Vallejos            | Bandera de Argentina | Gerli                         | Eliminado               | San Isidro - Buenos Aires                        |
| 234-247 |                         | Gabriel Espinoza            | Bandera de Argentina | San Isidro                    | Eliminado               | San Isidro - Buenos Aires                        |
| 234-247 |                         | Juan Pablo Sartori          | Bandera de Argentina | Larroque                      | Eliminado               | Paysandú / Entre Ríos                            |
| 234-247 |                         | Leandro Rodas               | Bandera de Argentina | Florencio Varela              | Eliminado               | Tigre - Buenos Aires y San Isidro - Buenos Aires |
| 234-247 |                         | Luis Octavio Martínez       | Bandera de Uruguay   | Colonia                       | Eliminado               | Montevideo                                       |
| 234-247 |                         | María Fernanda Domínguez    | Bandera de Argentina | José C. Paz                   | Eliminada               | San Isidro - Buenos Aires                        |
| 234-247 |                         | Matías Carballo             | Bandera de Uruguay   | Paysandú                      | Eliminado               | Paysandú / Entre Ríos                            |
| 234-247 |                         | Maximiliano Pippolo         | Bandera de Argentina | Berazategui                   | Eliminado               | Tigre - Buenos Aires                             |
| 234-247 |                         | Roque Catalano              | Bandera de Argentina | Haedo                         | Eliminado               | Tigre - Buenos Aires                             |
| 234-247 |                         | Sofía Nuñez                 | Bandera de Uruguay   | Paysandú                      | Eliminada               | Paysandú / Entre Ríos                            |
| 248-254 |                         | Ailín Botta                 | Bandera de Argentina | Montes de Oca                 | Eliminada               | Luna Park - Buenos Aires                         |
| 248-254 |                         | Alejandra Balan             | Bandera de Argentina | Rosario                       | Eliminada               | Tigre - Buenos Aires y San Isidro - Buenos Aires |
| 248-254 |                         | Gianfranco Nanni            | Bandera de Venezuela | Caracas                       | Eliminado               | Tigre - Buenos Aires                             |
| 248-254 |                         | José Luis Gaitan            | Bandera de Argentina | Rauch                         | Eliminado               | San Isidro - Buenos Aires                        |
| 248-254 |                         | Karen Pintos                | Bandera de Argentina | Ciudad de Corrientes          | Eliminada               | Corrientes                                       |
| 248-254 |                         | Martín Vittorioso           | Bandera de Argentina | Avellaneda                    | Eliminado               | Tigre - Buenos Aires                             |
| 248-254 |                         | Matías Meza                 | Bandera de Argentina | Ciudad de Formosa             | Eliminado               | Misiones                                         |
| 255-260 |                         | Emilio Chena                | Bandera de Argentina | San Nicolás                   | Eliminado               | San Isidro - Buenos Aires                        |
| 255-260 |                         | Ezequiel Lizarraga          | Bandera de Argentina | Baradero                      | Eliminado               | San Isidro - Buenos Aires                        |
| 255-260 |                         | Keko González               | Bandera de Argentina | San Pedro                     | Eliminado               | Tigre - Buenos Aires                             |
| 255-260 |                         | Ricardo Ansaldi             | Bandera de Argentina | El Trébol                     | Eliminado               | Tigre - Buenos Aires y San Isidro - Buenos Aires |
| 255-260 |                         | Stella Moreira              | Bandera de Uruguay   | Salto                         | Eliminada               | Paysandú / Entre Ríos                            |
| 255-260 |                         | Walter Juárez               | Bandera de Argentina | Pergamino                     | Eliminado               | Tigre - Buenos Aires                             |
| 261-267 |                         | Damaris Scurte              | Bandera de Argentina | Ciudad de Córdoba             | Eliminada               | San Isidro - Buenos Aires                        |
| 261-267 |                         | Franco Viviani              | Bandera de Argentina | Cañada de Gómez               | Eliminados              | Tigre - Buenos Aires y San Isidro - Buenos Aires |
| 261-267 | Juan Iadanza            |                             | Bandera de Argentina | Cañada de Gómez               | Eliminados              | Tigre - Buenos Aires y San Isidro - Buenos Aires |
| 261-267 |                         | Leandro Ponte               | Bandera de Argentina | San Nicolás                   | Eliminado               | Tigre - Buenos Aires                             |
| 261-267 |                         | Nelly Marcano               | Bandera de Venezuela | Caracas                       | Eliminada               | Tigre - Buenos Aires                             |
| 261-267 |                         | Roque Pedrocco Ríos         | Bandera de Argentina | Firmat                        | Eliminado               | Tigre - Buenos Aires                             |
| 261-267 |                         | Verónica Llauger            | Bandera de Argentina | Liniers                       | Eliminada               | San Isidro - Buenos Aires                        |
| 268-269 |                         | Hilario Canto               | Bandera de Argentina | Ciudad de San Juan            | Eliminado               | Tigre - Buenos Aires                             |
| 268-269 |                         | Julieta Marucco             | Bandera de Argentina | Cañada de Gómez               | Eliminada               | Tigre - Buenos Aires                             |
| 270-274 |                         | Aylin Pappano               | Bandera de Argentina | Boedo                         | Eliminada               | Tigre - Buenos Aires y San Isidro - Buenos Aires |
| 270-274 |                         | Johanna Sureda              | Bandera de Argentina | Moreno                        | Eliminada               | San Isidro - Buenos Aires                        |
| 270-274 |                         | Marcelo Pereyra             | Bandera de Argentina | Alberti                       | Eliminados              | Tigre - Buenos Aires                             |
| 270-274 | Daniel Pereyra          |                             | Bandera de Argentina | Alberti                       | Eliminados              | Tigre - Buenos Aires                             |
| 270-274 |                         | Sebastián Suppa             | Bandera de Argentina | Río Gallegos                  | Eliminado               | El Calafate - Santa Cruz                         |
| 275-277 |                         | Florencia Torres            | Bandera de Argentina | Ciudad de San Juan            | Eliminada               | San Juan                                         |
| 275-277 |                         | Marcos Gauna                | Bandera de Argentina | Santa Rosa                    | Eliminados              | Plaza de Mayo - Buenos Aires                     |
| 275-277 | Julio Baez              |                             | Bandera de Argentina | Santa Rosa                    | Eliminados              | Plaza de Mayo - Buenos Aires                     |
| 275-277 | Carlos Villanueva       |                             | Bandera de Argentina | Santa Rosa                    | Eliminados              | Plaza de Mayo - Buenos Aires                     |
| 275-277 | Cristian Oser           |                             | Bandera de Argentina | Santa Rosa                    | Eliminados              | Plaza de Mayo - Buenos Aires                     |
| 275-277 | Pachi González          |                             | Bandera de Argentina | Santa Rosa                    | Eliminados              | Plaza de Mayo - Buenos Aires                     |
| 275-277 | Aldo Dupré              |                             | Bandera de Argentina | Santa Rosa                    | Eliminados              | Plaza de Mayo - Buenos Aires                     |
| 275-277 |                         | Nancy Lucero                | Bandera de Argentina | Justo Daract                  | Eliminada               | San Luis                                         |
| 278-288 |                         | Adriano Mori                | Bandera de Italia    | Calabria                      | Eliminado               | San Isidro - Buenos Aires                        |
| 278-288 |                         | Brenda Fernández            | Bandera de Argentina | José León Suárez              | Eliminada               | Tigre - Buenos Aires y San Isidro - Buenos Aires |
| 278-288 |                         | Carlos Girini               | Bandera de Argentina | Parque Chacabuco              | Eliminado               | Tigre - Buenos Aires                             |
| 278-288 |                         | Claudio González            | Bandera de Argentina | Nueve de Julio                | Eliminado               | Tigre - Buenos Aires                             |
| 278-288 |                         | Daniela Rodríguez           | Bandera de Argentina | La Plata                      | Eliminada               | San Isidro - Buenos Aires                        |
| 278-288 |                         | Elías Montenegro            | Bandera de Argentina | La Plata                      | Eliminado               | Tigre - Buenos Aires                             |
| 278-288 |                         | Emmanuel Manrrique          | Bandera de Argentina | Gregorio de Laferrere         | Eliminado               | San Isidro - Buenos Aires                        |
| 278-288 |                         | Gabriela Lasbistes          | Bandera de Argentina | Ramos Mejía                   | Eliminada               | Tigre - Buenos Aires                             |
| 278-288 |                         | Gaston Acuña                | Bandera de Argentina | Ramos Mejía                   | Eliminado               | Tigre - Buenos Aires                             |
| 278-288 |                         | Micaela Verón               | Bandera de Argentina | La Plata                      | Eliminada               | Tigre - Buenos Aires                             |
| 278-288 |                         | Nicole D'Agostino           | Bandera de Argentina | Palermo                       | Eliminada               | Tigre - Buenos Aires y San Isidro - Buenos Aires |
| 289-292 |                         | Ana Catalina Guajira Vargas | Bandera de Colombia  | Medellín                      | Eliminada               | Tigre - Buenos Aires                             |
| 289-292 |                         | Estefanía Szpigiel          | Bandera de Argentina | Almagro                       | Eliminada               | Tigre - Buenos Aires                             |
| 289-292 |                         | Padre César                 | Bandera de Argentina | Lanús                         | Eliminados              | Tigre - Buenos Aires y San Isidro - Buenos Aires |
| 289-292 | Los Pecadores           |                             | Bandera de Argentina | Lanús                         | Eliminados              | Tigre - Buenos Aires y San Isidro - Buenos Aires |
| 289-292 | Los Pecadores           |                             | Bandera de Argentina | Lanús                         | Eliminados              | Tigre - Buenos Aires y San Isidro - Buenos Aires |
| 289-292 | Los Pecadores           |                             | Bandera de Argentina | Lanús                         | Eliminados              | Tigre - Buenos Aires y San Isidro - Buenos Aires |
| 289-292 | Los Pecadores           |                             | Bandera de Argentina | Lanús                         | Eliminados              | Tigre - Buenos Aires y San Isidro - Buenos Aires |
| 289-292 |                         | Paula Hiriart               | Bandera de Argentina | Tres Arroyos                  | Eliminada               | Tigre - Buenos Aires                             |
| 293-297 |                         | Ayelén Jaime                | Bandera de Argentina | Castelar                      | Eliminada               | Tigre - Buenos Aires                             |
| 293-297 |                         | Cesia Henríquez             | Bandera de Argentina | Ushuaia                       | Eliminada               | Río Grande - Tierra del Fuego                    |
| 293-297 |                         | Gabriel Rodas               | Bandera de Argentina | Luján                         | Eliminado               | San Isidro - Buenos Aires                        |
| 293-297 |                         | Richard Correa              | Bandera de Argentina | Trevelin                      | Eliminado               | Puerto Madryn - Chubut                           |
| 293-297 |                         | Thomas Vázquez              | Bandera de Argentina | Santa Rosa                    | Eliminado               | San Isidro - Buenos Aires                        |
| 298-304 |                         | Alejandro Farías            | Bandera de Argentina | Rafael Castillo               | Eliminado               | Tigre - Buenos Aires                             |
| 298-304 |                         | Cintia Galeano              | Bandera de Argentina | Ushuaia                       | Eliminada               | Río Grande - Tierra del Fuego                    |
| 298-304 |                         | Diego Lombardi              | Bandera de Argentina | Villa Crespo                  | Eliminado               | Tigre - Buenos Aires                             |
| 298-304 |                         | Isabel Laborde              | Bandera de Argentina | Comodoro Rivadavia            | Eliminada               | Puerto Madryn - Chubut                           |
| 298-304 |                         | Mandy Danon                 | Bandera de Argentina | San Miguel de Tucumán         | Eliminada               | Tucumán                                          |
| 298-304 |                         | Pablo Catania               | Bandera de Argentina | Ciudad Evita                  | Eliminado               | Tigre - Buenos Aires                             |
| 298-304 |                         | Walter Fernández            | Bandera de Argentina | La Plata                      | Eliminado               | Tigre - Buenos Aires                             |
| 305-315 |                         | Adriana Carrera             | Bandera de Argentina | Bernal                        | Eliminada               | Tigre - Buenos Aires                             |
| 305-315 |                         | Ayelén Machena              | Bandera de Argentina | Luis Guillón                  | Eliminadas              | Tigre - Buenos Aires                             |
| 305-315 | Noely Machena           |                             | Bandera de Argentina | Luis Guillón                  | Eliminadas              | Tigre - Buenos Aires                             |
| 305-315 | Mayra Machena           |                             | Bandera de Argentina | Luis Guillón                  | Eliminadas              | Tigre - Buenos Aires                             |
| 305-315 |                         | Blas Maggi                  | Bandera de Argentina | Banfield                      | Eliminado               | Tigre - Buenos Aires y San Isidro - Buenos Aires |
| 305-315 |                         | Darío Tula                  | Bandera de Argentina | San Miguel de Tucumán         | Eliminado               | Tigre - Buenos Aires                             |
| 305-315 |                         | Diego Martín Vadora         | Bandera de Argentina | Ciudad de Córdoba             | Eliminado               | Córdoba                                          |
| 305-315 |                         | Fabio González              | Bandera de Argentina | Tornquist                     | Eliminado               | San Isidro - Buenos Aires                        |
| 305-315 |                         | Igor Sansovich              | Bandera de Croacia   | Zagreb                        | Eliminado               | Tigre - Buenos Aires                             |
| 305-315 |                         | Mauricio Farías             | Bandera de Argentina | Rosario                       | Eliminado               | Plaza de Mayo - Buenos Aires                     |
| 305-315 |                         | Noelia Soto                 | Bandera de Argentina | Comodoro Rivadavia            | Eliminada               | Puerto Madryn - Chubut                           |
| 305-315 |                         | Paola Godoy                 | Bandera de Argentina | Colón                         | Eliminada               | Paysandú / Entre Ríos                            |
| 305-315 |                         | Ramón Lacube                | Bandera de Argentina | Ciudad de Santiago del Estero | Eliminado               | Santiago del Estero                              |
| 316-328 |                         | Adriana Barcia              | Bandera de Argentina | Béccar                        | Eliminada               | San Isidro - Buenos Aires                        |
| 316-328 |                         | Christian Sulas             | Bandera de Argentina | San Miguel                    | Eliminado               | Tigre - Buenos Aires                             |
| 316-328 |                         | Diego González              | Bandera de Uruguay   | Montevideo                    | Eliminado               | Montevideo                                       |
| 316-328 |                         | Diego Guiñazu               | Bandera de Argentina | Totoras                       | Eliminado               | Tigre - Buenos Aires y San Isidro - Buenos Aires |
| 316-328 |                         | Federico Barri              | Bandera de Argentina | San Nicolás                   | Eliminado               | Tigre - Buenos Aires                             |
| 316-328 |                         | Juan Pablo Schroh           | Bandera de Argentina | Coronel Suárez                | Eliminado               | Tigre - Buenos Aires                             |
| 316-328 |                         | Luciano Weiss               | Bandera de Argentina | Concordia                     | Eliminado               | Paysandú / Entre Ríos                            |
| 316-328 |                         | Marcela Delli Bovi          | Bandera de Argentina | Palermo                       | Eliminada               | Tigre - Buenos Aires                             |
| 316-328 |                         | Nabil Murad                 | Bandera de Uruguay   | Montevideo                    | Eliminado               | Montevideo                                       |
| 316-328 |                         | Sol Quesada                 | Bandera de Argentina | San Miguel de Tucumán         | Eliminada               | Tigre - Buenos Aires                             |
| 316-328 |                         | Victoria Cossentino         | Bandera de Argentina | Florida                       | Eliminada               | Tigre - Buenos Aires                             |
| 316-328 |                         | Walter Inayado              | Bandera de Argentina | Puerto Deseado                | Eliminado               | El Calafate - Santa Cruz                         |
| 316-328 |                         | Xiomara Escalona            | Bandera de Argentina | Río Grande                    | Eliminada               | Río Grande - Tierra del Fuego                    |
| 329-337 |                         | Andrea Bela                 | Bandera de Argentina | Ciudad de San Juan            | Eliminada               | Río Grande - Tierra del Fuego                    |
| 329-337 |                         | Ariel Noguera               | Bandera de Argentina | Florencio Varela              | Eliminado               | San Isidro - Buenos Aires                        |
| 329-337 |                         | Cintia Ibáñez               | Bandera de Argentina | Olavarría                     | Eliminada               | San Isidro - Buenos Aires                        |
| 329-337 |                         | Claudia Lezcano             | Bandera de Argentina | José C. Paz                   | Eliminada               | Tigre - Buenos Aires                             |
| 329-337 |                         | Cristian Ríos               | Bandera de Argentina | Junín                         | Eliminado               | Tigre - Buenos Aires                             |
| 329-337 |                         | Jorge Deplácido             | Bandera de Argentina | Los Hornos                    | Eliminado               | Tigre - Buenos Aires                             |
| 329-337 |                         | Mariana Sosa                | Bandera de Argentina | Constitución                  | Eliminada               | Tigre - Buenos Aires                             |
| 329-337 |                         | Pablo Rojas                 | Bandera de Argentina | Solano                        | Eliminado               | Tigre - Buenos Aires                             |
| 329-337 |                         | Pablo Romero                | Bandera de Argentina | Ramos Mejía                   | Eliminado               | Tigre - Buenos Aires                             |

Notas
1. 1 2 3 4 5 6 7 8 9 10 11 12 13 14 15  En la Gala Plaza de Mayo - Buenos Aires concursó 1 participante de cada provincia

## Etapa de Audiciones

### Gala 1:Córdoba
Los participantes que clasificaron a la fase final son: Diego Vadora, María Dolores Stagnaro y Juan Manuel Salas.

### Gala 2:San Luis
Los participantes que clasificaron a la fase final son: Soledad Sampayo, Nancy Lucero e Isabel Alizegui.

### Gala 3:Salta
Los participantes que clasificaron a la fase final son: Gastón Cordero, Matías Barrionuevo y Judith Gómez.

### Gala 4:Chaco
Los participantes que clasificaron a la fase final son: José Flores, Alejandro Júnior y Luis Manzini.

### Gala 5, 6:Misiones
Los participantes que clasificaron a la fase final son: Matías Meza, Hernán Salinas y Elías Acuña.

### Gala 7, 8, 9:Tigre-Buenos Aires
Los participantes que clasificaron a la fase final son: Gustavo Remesar, Emanuel Cerrudo, Adriana Carrera, Natalia Bazán y Liliana Domínguez.

### Gala 10, 11:Formosa
Los participantes que clasificaron a la fase final son: Tito Ávalos, Pacho Araya, Leandro Colman, Gustavo Delturco, Verónica Forcadell, novia del modelo y bailarín mexicano Christian Nielzen, y Omar López.

### Gala 12:Tigre-Buenos Aires
Los participantes qnue clasificaron a la fase final son: Fabio Santana y Walter Tellio.

### Gala 13, 14:Corrientes
Los participantes que clasificaron a la fase final son: Fabisol Soledad Garcete, Emilio Aguilera, Sergio Romero, Karen Pintos, Sergio Casco y Pietrina Catapano y Leonardo Zarur.

### Gala 15, 16, 17:Tigre-Buenos Aires
Los participantes que clasificaron a la fase final son: Ayelén Jaime, María Laura Piedrabuena, Pablo Rojas, Walter Sosa, Sol Quesada, Walter Juárez, Pablo Romero, Maureen Céspedes, Igor Sansovich y Jorge Deplácido.

### Gala 18, 19:Tucumán
Los participantes que clasificaron a la fase final son: Mandy Danon, Máximo Espíndola, Blas García, Oscar Ascencio, Valeria Alberracín, Jéssica Benavídez y Leandro Robín.

### Gala 20, 21, 22:Tigre-Buenos Aires
Los participantes que clasificaron a la fase final son: Vicky Cossentino, Clooly Lezcano, Vanesa Britos, Claudia Gúidice, Rodrigo López, Caterina Finocchi, Alejandro Farías, Pablo Santillán y Claudia Pirán.

### Gala 23, 24:La Banda-Santiago del Estero
Los participantes que clasificaron a la fase final son: Guadalupe Cardozo, Bruno Magnone, Clara Costa, Virginia Fernández, Roberto Cáceres y Ramón Lacube

### Gala 25, 26, 27:Tigre-Buenos Aires
Los participantes que clasificaron a la fase final son: Lucas Oviedo, Cristian Ríos, Alejandro Maldonado, Marcelo y Daniel Pereyra, Leandro Ponte, Hernán Larroasaña, Sofía Queti, Robert Díaz, Claudia Varzi, Alberto Cao, Rocío Sánchez y Federico Barri.

### Gala 28, 29:San Juan
Los participantes que clasificaron a la fase final son: Giselle Aldeco, Florencia Carmona, Juan Cruz Rufino, Erica Alonso, Clotilde Baudonnet, Melisa Quiroga, Julián Burgos y Florencia Torres.

### Gala 30, 31, 32:Tigre-Buenos Aires
Los participantes que clasificaron a la fase final son: Francisco Eizaguirre, Paula Hiriart, Alejandro Vergara y Pablo Álvarez, Héctor Amigorena, Karu Ortellado, Rosa Ester Maidana, Christian Sulas, Fernando Martínez y José Luis Rodríguez.

### Gala 33, 34:Maipú-Mendoza
Los participantes que clasificaron a la fase final son: Marianela y Betiana Abraham, Martín Mercado, Analía Elena, Andrea Leguizamón, Pablo Sosa, Alejandra Herrera, Rodrigo Herrera, Mixy Montecino, Emanuel y Gustavo Abdala, Gabriel y Pablo Pérez y Pablo García.

### Gala 35, 36, 37:Tigre-Buenos Aires
Los participantes que clasificaron a la fase final son:
León Cheakof, Ana Catalina Guajira Vargas, Gabriela Lasbistes, Darío Tula, Graciela Muñoz, Gianfranco Nanni, Roque Pedrocco Ríos, Mario Davis Ce, Julia Ferrón, Juan Pablo Schroh, Estefanía Szpigiel, Pablo Catania, Guillermo Nayach y David Nuñez y Hilario Canto.

### Gala 38, 39:Montevideo
Los participantes que clasificaron a la fase final son: Alejandra Díaz, Diver Martínez, Nabil Murad, Pablo Cocina, Carolina Favier, Camila Mainetto, Oribe, Ricardo, Richard y Carlos (cuarteto “Los Sureños”), Joel Techera, Marcos Cena, Laura Vargas, Luis Muniz, Diego González, Estefanía Pasheff, Silvana Coyant, María Elena Melo, Damián Lescano, Martín Piña, Luis Octavio Martínez y Danilo Mazzo.

### Gala 40, 41, 42:Tigre-Buenos Aires
Los participantes que clasificaron a la fase final son: Mariana Ojeda Julián, Agustín Rivero, Eduardo Romero, Gastón Acuña, Reynaldo Yanos, Guillermo Díaz, Maite Aixa Urbiztondo, Elías Montenegro, Ninoska y Arlyna León Marcano, Martín Vittorioso, Lizeth Chumazero Baptista, Carlos Girini y Claudio González.

### Gala 43, 44:Paysandú/Entre Ríos
Los participantes que clasificaron a la fase final son: Paola Godoy, Alejandro González, Stella Moreira, Franco y Luis Peletti, Evangelina Rebozio, Teresa Godoy, Florencia Sosa, Sofía Nuñez, Matías Carballo, Luciano Weiss, Juan Pablo Sartori, Darío Gómez y Abigail Sosa.

### Gala 45, 46, 47, 48:Tigre-Buenos Aires
Los participantes que clasificaron a la fase final son: Micaela Verón, Loly Sánchez, Esteban, Josué y Carlos Medina, Carlos Gómez, Maximiliano Pippolo, Diego Fortes, Nelly Marcano, Jorge Bach, Miriam de Luca, Walter Fernández, Roque Catalano, Valentina Canosa, Sabrina Navarrete, Federico Gómez, Carlos Benítez, Mariana Sosa, Melanie Ratushny, Ramiro Arismendi, Juan Báez y Ayelén, Noely y Mayra Machena.

### Gala 49:Plaza de Mayo-Buenos Aires
Los participantes que clasificaron a la fase final son: Pablo Albornoz, Marcos Gauna, Julio Báez, Carlos Villanueva, Cristian Oser, Pachi González y Aldo Dupré, Fernándo Reyes, Gladys Aristimuño, Mauricio Farías, Victoria Ojeda, Leila Haick, Marta Nazar y Olga Taguada, Graciela Maldonado, Adrián Ramírez, Marisa Gil, Matías Zambroni, Juan Manuel Biott, Fernando Bergano y Marilí Machado.

### Gala 50, 51, 52:San Isidro-Buenos Aires
Los participantes que clasificaron a la fase final son: Leonardo Ríos, Ángeles Cáseres, Romina Pugliese, Julio De Pamphilis, Thomas Vázquez, Daniela Rodríguez, Juan Cisterna, Johanna Sureda, Haydee Mariel Palleiro, Itatí Barrionuevo, Alexis Moskalev y
Antonella Diez.

### Gala 53, 54:El Calafate-Santa Cruz
Los participantes que clasificaron a la fase final son: Andrés Abelli, Débora Vargas, Daniela Vallejos, Jony López, Franco Ramírez, Max Roony, Bettiana Herman, Walter Castro, Gastón Moyano, Walter Inayado, Sebastián Suppa y Gonzalo Garay.

### Gala 55, 56, 57:San Isidro-Buenos Aires
Los participantes que clasificaron a la fase final son: Verónica Llauger, Agustín Fantili y Sergio Prada, Ana Martin, Luciano Pelayes, Diego Araujo, Cecilia Petroccelli, Gabriel Rodas, Gabriel Espinoza, Jésica Hahumada, Fabio González, Facundo Vallejos, Emmanuel Manrrique, Liliana Diéguez y Eduardo Escobar.

### Gala 58, 59:Río Grande-Tierra del Fuego
Los participantes que clasificaron a la fase final son: Leticia Moreno, Rodolfo Rojas, Cintia Galeano, Cesia Henríquez, Walter Oropel, Andrea Bela, Xiomara Escalona, Alejandro Mansilla y Elizabeth Levinanco.

### Gala 60, 61, 62, 63:Córdoba
Los participantes que clasificaron a la fase final son: Nadia Bianchetti, Marta del Valle, Sergio, Celina, Ramiro, Valentina, Gimena, Malena, y Martina Charriol, Sebastián González, Agustín Bernasconi, Rodrigo Funes, Daniel Amaya, Yanina Galeassi, Ariel Vallejos, Celeste Masara y Germán Oviedo.

### Gala 64, 65, 66:Tigre-Buenos Aires
Los participantes que clasificaron a la fase final son: Mariano Maldonado, Keko González, Lucas Paré y Julieta Marucco.

### Gala 67, 68:Puerto Madryn-Chubut
Los participantes que clasificaron a la fase final son: Isabel Laborde, Gonzalo Fernández, Facundo Carrasco, Richard Correa, Sebastián Parra y Noelia Soto.

### Gala 69, 70, 71, 72:Tigre-Buenos Aires
Los participantes que clasificaron a la fase final son: Daniel Vera, Agustín Almeyda, Nicolás y Nahuel Ruiz, María Lozano, Majo Álvarez, Oscar Baccas, Diego Lombardi, Fernando Pereyra y Marcela Delli Bovi.

### Gala 73, 74, 75, 76:San Isidro-Buenos Aires
Los participantes que clasificaron a la fase final son: Emilio Chena, Darío Heartnett, Cintia Ibáñez, Adriana Barcia, José Luis Gaitan, Claudio González, Vivian Simoni y Lucas Cruz.

### Gala 77, 78, 79, 80, 81:San Isidro-Buenos Aires
Los participantes que clasificaron a la fase final son: Yanina Scalzadonna, Eleonor Cammareri, Macarena Franzetti, Mónica, Dante, Silvina, Maximiliano y Rodrigo “La Payana”, Leonel, Gabriel, Rubén y Patricio Moyano, Juan Manuel Gesto, Nieves, Francisco, Oscar y Omar Cabral, Agustín Vitta, Ramiro Hitaller, Damaris Scurte, Gisele Mckeon, Ariel Noguera, Andrés Dular, Jorge Banegas, Gonzalo Castillo, Graciela Ferrari y Eduardo Riveros y José Costa.

### Gala 82, 83, 84:Tigre-Buenos Airesy Gala 85, 86:San Isidro-Buenos Aires
Los participantes que clasificaron a la fase final son: Brian Vallejos, Argelio Rojas, el Padre César, Leandro Rodas, Brenda Fernández, Sol Mihanovich, Ricardo Ansaldi, Franco Viviani y Juan Iadanza, Laura Bazano, Camila Barbutti, Alfonsina López y Ana Carla Ramírez.

### Gala 87, 88, 89:Tigre-Buenos Airesy Gala 90:San Isidro-Buenos Aires
Los participantes que clasificaron a la fase final son: Sergio Córdoba, Antonella Basile, Mariano Negretti, Rudy Orellana, Daniel Romano, Diego Guiñazu, Juan Carlos Islas, Sebastián Capdevila, Héctor Amante, Blas Maggi, Florencia Ramírez, Gisela y Mauricio Alonso, Nicole D’ Agostino, Ezequiel Buis, Alejandra Balan y Aylin Pappano.

### Gala 91, 92, 93:San Isidro-Buenos Aires
Los participantes que clasificaron a la fase final son: Nahuel Obregón, Ezequiel Lizarraga, Gustavo Gómez, Alejandro Bermúdez, Ariel Leone, Adriano Mori y María Fernanda Domínguez.

### Gala 94:Luna Park-Buenos Aires
Los participantes que clasificaron a la fase final son: Gabriel Ibáñez, Ailín Botta, Sol Datzira, Ignacio Mastroiacovo, Freddy González, Giselle Zoryez.
Notas
1. ↑  En esta gala hubo 23 participantes (uno de cada provincia)

## Segunda etapa

### Gala 95:Tigre-Buenos Aires
Los que pasaron a la siguiente ronda son: Federico Gómez, Claudia Pirán, Emanuel Cerrudo y Familia Charriol.

### Gala 96:Tigre-Buenos Aires
Los que pasaron a la siguiente ronda son: Pablo Albornoz, Liliana Domínguez, María Florencia Carmona, Fabio Santana y Matías Barrionuevo.

### Gala 97:Tigre-Buenos Aires
Los que pasaron a la siguiente ronda son: Walter Tello, Caterina Finocchi, Gonzalo Fernández y Gustavo Remesar.

### Gala 98:Tigre-Buenos Aires
Los que pasaron a la siguiente ronda son: Haydee Mariel Palleiro, Walter Sosa y Maureen Céspedes.

### Gala 99:Tigre-Buenos Aires
Los que pasaron a la siguiente ronda son: Jésica Hahumada, Itatí Barrionuevo, Majo Álvarez, Gonzalo Garay y Walter Castro.

### Gala 100:Lomas de Zamora-Buenos Aires
Los que pasaron a la siguiente ronda son: Lucas Paré, Mariano Maldonado y Sergio Córdoba.

### Gala 101:Ciudad de San Juan-San Juan
Los que pasaron a la siguiente ronda son: Gabriela Maldonado, Giselle Aldeco, Juan Cruz Rufino y Jéssica Benavidez.

### Gala 102:La Plata-Buenos Aires
Los que pasaron a la siguiente ronda son: Walter Oropel, Sabrina Navarrette, Romina Pugliese, Darío Heartnett y Lucas Oviedo.

### Gala 103:Ciudad de San Juan-San Juan
Los que pasaron a la siguiente ronda son: Melisa Quiroga, Erica Alonso, Clotilde Baudonnet y Diego Fortes.

### Gala 104:Lomas de Zamora-Buenos Aires
Los que pasaron a la siguiente ronda son: "Los Moya" (Leonel, Gabriel, Rubén y Patricio Moyano), Ramiro Arismendi y Alejandro Maldonado.

### Gala 105:Posadas-Misiones
Los que pasaron a la siguiente ronda son: Hernán Salinas, Ninoska y Arlyna León, Adrián Ramírez, Verónica Forcadell y Elías Acuña.

### Gala 106:Rosario-Santa Fe
Los que pasaron a la siguiente ronda son: "Los Campedrinos" (Agustín Fantili y Sergio Prada) y Alberto Cao.

### Gala 107:Rosario-Santa Fe
Los que pasaron a la siguiente ronda son: "La Payana" (Mónica Sammartano, Cilvana Currá, Dante Rodríguez, Maximiliano Silvera y Rodrigo Vega Vidal), Julia Ferrón y Nahuel Obregón.

### Gala 108:Posadas-Misiones
Los que pasaron a la siguiente ronda son: Fabisol Garcete, Leonardo Ríos.

### Gala 109:Colón-Entre Ríos
El ganador que pasó a la siguiente ronda fue: Darío Gómez.

### Gala 110:Bolívar-Buenos Aires
La ganadora que pasó a la siguiente ronda fue: Loli Sánchez.

### Gala 111:Bolívar-Buenos Aires
El ganador que pasó a la siguiente ronda fue: Eduardo Romero.

### Gala 112:Olavarría-Buenos Aires
El ganador que pasó a la siguiente ronda fue: Ramiro Hittaller.

### Gala 113:Olavarría-Buenos Aires
El ganador que pasó a la siguiente ronda fue: Daniel Romano.

### Gala 114:Entre Ríos
La ganadora que pasó a la siguiente ronda fue: Florencia Sosa

### Gala 115:Miramar
El ganador que pasó a la siguiente ronda fue: Rodrigo Herrera

### Gala 116:Rosario-Santa Fe
La ganadora que pasó a la siguiente ronda fue: Nadia Bianchetti

### Gala 117:Miramar-Buenos Aires
La ganadora que pasó a la siguiente ronda fue: Alejandro Bermúdez

### Gala 118:Rosario-Santa Fe
La ganadora que pasó a la siguiente ronda fue: Yanina Galeassi

### Gala 119:Trenque Lauquen-Buenos Aires
La ganadora que pasó a la siguiente ronda fue: Blas García

## Tercera Etapa

### Gala 120:Buenos Aires
Los participantes que clasificaron a la final son: Walter Sosa, Nadia Bianchietti, Ramiro Hittaler.

### Gala 121:Buenos Aires
Los participantes que clasificaron a la final son: Clotilde Baudonett, Juan Cruz Rufino.

### Gala 122:Buenos Aires
Los participantes que clasificaron a la final son: Jéssica Benavídez, Julián Burgos, Loli Sánchez.

### Gala 123:Buenos Aires
Los participantes que clasificaron a la final son: Fabio Santana, Gustavo Remesar, Romina Pugliese.

### Gala 124:Buenos Aires
Los participantes que clasificaron a la final son: Claudia Pirán, Blas García, Yanina Galeassi.

## Cuarta Etapa

### Gala 125:Buenos Aires
La participante eliminada fue: Clotilde Baudonett.

### Gala 126:Buenos Aires
La participante eliminada fue: Yanina Galeassi.

### Gala 127:Buenos Aires
La participante eliminada fue: Jéssica Benavidez.

### Gala 128:Buenos Aires
La participante eliminada fue: Florencia Ramírez.

### Gala 129:Buenos Aires
Los participantes eliminados fueron: Julián Burgos y Fabio Santana.

### Gala 130:Buenos Aires
Las participantes eliminados fueron: Romina Pugliese y Claudia Pirán.

### Gala 130 - La Gran Final:Buenos Aires
Los participantes eliminados fueron: Blas García, Walter Sosa, Ramiro Hitaller, Juan Cruz Rufino y Nadia Bianchetti. El ganador fue Gustavo Remesar.

## Críticas
Mientras que el nivel de polémica frente a otros programas llevados a cabo por la productora Ideas del Sur, la primera controversia que afrontó Soñando por cantar fue su parecido al reality show Talento argentino, transmitido en el canal competencia Telefe desde 2008. Incluso diarios, revistas, portales de Internet y realizadores del programa afectado han llegado a afirmar que Soñando es un plagio del formato Got Talent. Tanto el conductor de la versión argentina de este reality, Mariano Peluffo, como sus jurados, Maximiliano Guerra, Catherine Fulop y Kike Teruel, así como productores, han manifestado su repudio a través de la red social Twitter manifestando su superioridad ante este programa.

## Audiencia
Cuando el programa comenzó a emitirse, lo hacía solo los viernes en el prime time desde las 21:00 horas, ya que ese día no se emitían las series Los Únicos y Lobo. En el primer programa logró un promedio de audiencia de 14.4 puntos de rating, compitiendo con Dulce amor y Minuto para ganar de Telefe. En las siguientes emisiones el rating aumentó hasta llegar a 17 puntos, pero a pesar del crecimiento de la audiencia, no lograba obtener el primer puesto. Esto se dio recién en el quinto programa, cuando logró promediar 20.9 puntos, venciendo a Dulce amor. Debido al éxito que venía logrando el reality los viernes, El Trece decidió sacar del prime time a Los Únicos (ya que no logró tener el mismo éxito de la primera temporada), y así Soñando por Cantar comenzó a emitirse todas las noches de lunes a viernes en el mismo horario de las 21:00. Esto hizo que la cantidad de espectadores aumentara aún más hasta llegar a promediar 23.6 puntos, convirtiéndose en un éxito cada noche. El 2 de abril Valeria Lynch (jurado del programa), confirmó que Soñando por Cantar sería emitido durante todo el año y no hasta mayo como se tenía pensado en un principio. Con la llegada de la telecomedia Graduados a Telefe, la audiencia del "reality" disminuyó considerablemente debido al éxito y repercusión de dicha serie.
En la segunda parte que empezó a emitirse en febrero 2013 hasta el 26 de octubre de 2013 los sábados, la mayoría de las emisiones fueron las más vistas de ese día.

## Adaptaciones
El programa fue presentado como formato en el festival mundial de contenidos audiovisuales Mipcom realizado en la ciudad de Cannes (Francia).
El formato fue vendido a Italia, donde la RAI llevará a cargo la primera adaptación del producto.